# Armo (Italia)
Armo (Armo in ligure) è un comune italiano di 119 abitanti della provincia di Imperia in Liguria. Per numero di abitanti, è il comune meno popoloso della provincia e il quarto in Liguria, preceduto dai comuni genovesi di Rondanina, Fascia e Gorreto.

## Geografia fisica
Il borgo di Armo sorge alla testata della valle, adiacente al torrente Arogna (affluente del fiume Arroscia), ai piedi del monte Rocca delle Penne (1501 m); altri rii del territorio armense sono il rio Boschi, Figliarine, Fontana Fredda, Isorella, Pian di Ghisa, Poverina e Tanello.
Altre vette del territorio comunale sono il monte Ariolo (1219 m) e il Bric Castagnino (1215 m).

## Origini del nome
Alcuni ricercatori sostengono che il nome Armo derivi dalla parola prelatina "barma" che indica una sommità rocciosa o una grotta, ovvero ipotizzano una derivazione dal nome personale germanico "Armo" col significato quindi di "terreno di Armo", così come è stato ipotizzato per il borgo di Armo (Valvestino), in provincia di Brescia, o per la frazione di Armio nel comune di Maccagno con Pino e Veddasca in provincia di Varese.

## Storia

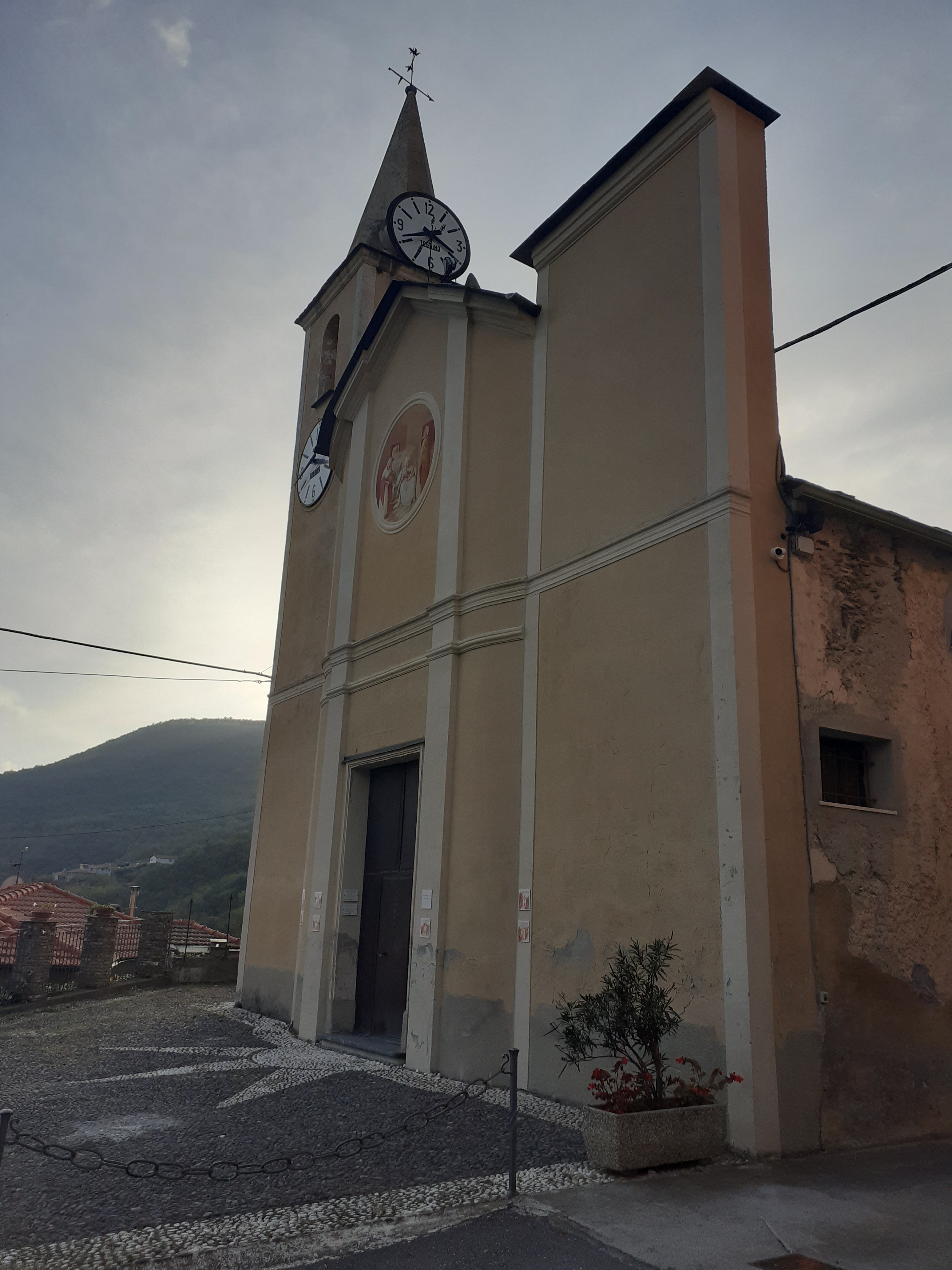
La chiesa parrocchiale della Natività di Maria Santissima

Antico piccolo borgo del medioevo si unì, assieme ad altri borghi adiacenti, nel 1233 alla formazione del nuovo centro di Pieve di Teco.
Venne quindi compreso nel Marchesato di Clavesana, signori della valle, e in parte tra i domini dei Del Carretto, fino alla cessione alla Repubblica di Genova nel 1386 che inserì il territorio armense nel capitaneato della Valle Arroscia.
Durante il dominio genovese aspre furono le lotte con il vicino comune cuneese di Caprauna, per il dominio di entrambi sui pascoli.
Già compreso nell'orbita amministrativa di Pieve di Teco, che comunque dotò la comunità di Armo di una limitata autonomia, con la dominazione francese il territorio si smarcò dalla giurisdizione pievese rientrando dal 2 dicembre 1797 all'interno della Repubblica Ligure. Dal 28 aprile del 1798 fece parte del VIII cantone, con capoluogo Pieve, della Giurisdizione di Centa e dal 1803 centro principale del III cantone omonimo nella Giurisdizione degli Ulivi. Annesso al Primo Impero francese, dal 13 giugno 1805 al 1814 venne inserito nel Dipartimento di Montenotte.
Nel 1815 il territorio fu inglobato nel Regno di Sardegna, così come stabilì il Congresso di Vienna del 1814, e successivamente nel Regno d'Italia dal 1861. Dal 1859 al 1926 il territorio fu compreso nel V mandamento di Pieve di Teco del circondario di Porto Maurizio facente parte della provincia di Porto Maurizio (poi provincia di Imperia, dal 1923).
Nel 1928 il comune di Armo fu soppresso e aggregato al territorio comunale di Pieve di Teco; al 1949 risale la ricostituzione a comune autonomo.
Dal 1973 al 31 dicembre 2008 ha fatto parte della Comunità montana Alta Valle Arroscia e, con le nuove disposizioni della Legge Regionale n° 24 del 4 luglio 2008, ha fatto parte fino al 2011 della Comunità montana dell'Olivo e Alta Valle Arroscia.

### Simboli
Stemma
Gonfalone

Lo stemma e il gonfalone sono stati concessi con decreto del presidente della Repubblica del 7 aprile 2003.

## Monumenti e luoghi d'interesse

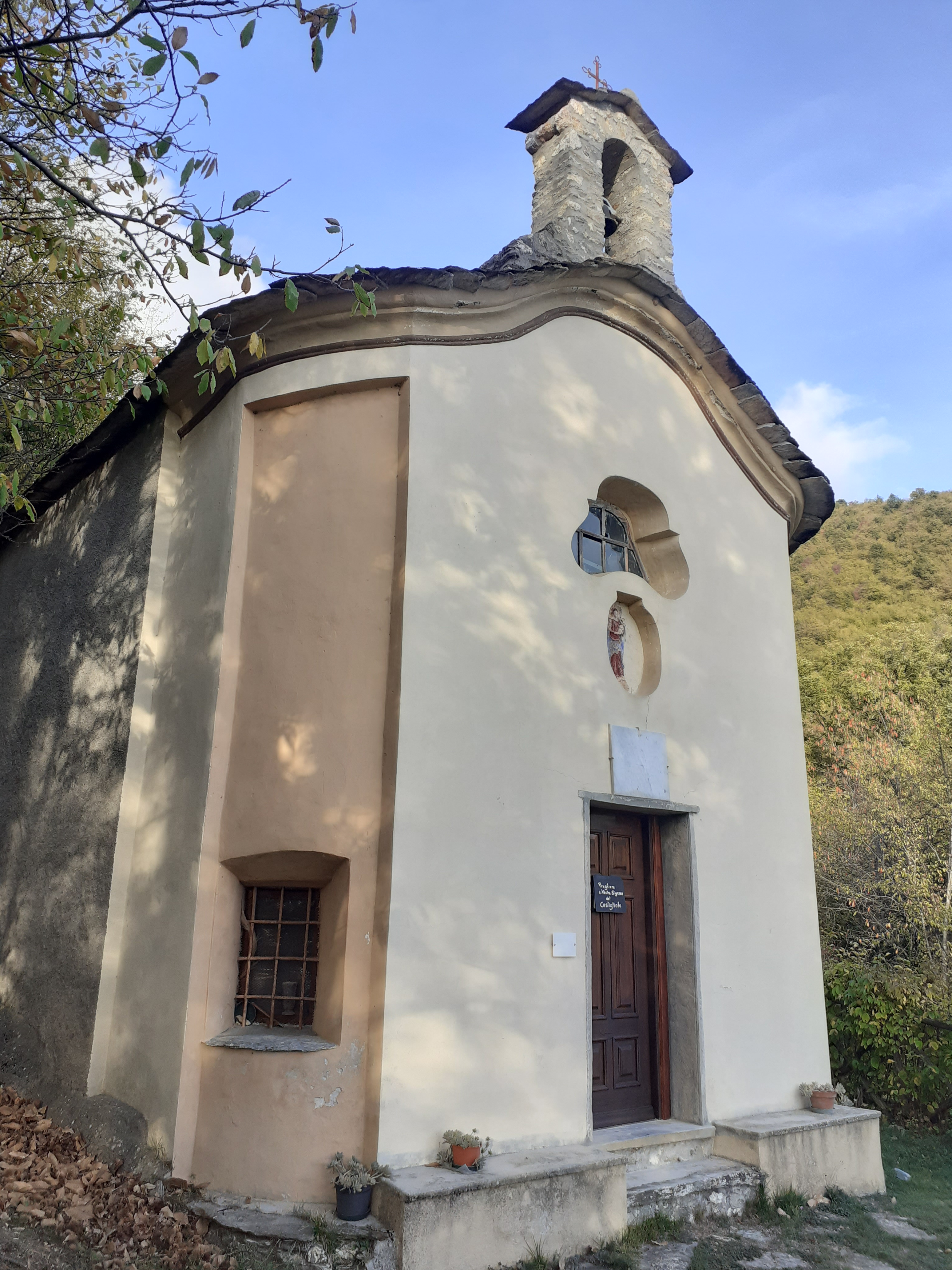
La cappella-santuario della Madonna del Costigliolo

### Architetture religiose
- Chiesa parrocchiale della Natività di Maria Vergine, nel capoluogo, risalente al XVI secolo. Già dipendente dalla comunità parrocchiale di San Martino di Moano, fu nel 1551 che la chiesa di Armo cambiò l'antica intitolazione all'Assunta nell'attuale denominazione. Tra il 1627 e il 1635 l'edificio subì una ricostruzione della struttura. Tra le opere conservate il polittico de Sant'Anna con la Beata Vergine tra i santi Giovanni Battista e Pietro, datato al 1535; un dipinto del 1578 raffigurante il Padre eterno, la strage degli Innocenti e le anime purganti; una statua della Madonna bambina; crocifisso ligneo del XVIII secolo, presso l'altare maggiore.
- Oratorio dell'Immacolata Concezione, nel capoluogo, nei pressi della parrocchiale. In facciata un bassorilievo, datato al 1634, raffigura la Madonna col Bambino con ai piedi un bimbo e un fedele.
- Cappella di Santa Lucia nella contrada di Besta.
- Cappella di Sant'Antonio nella contrada di Costa.
- Cappella di San Matteo nella contrada di Grenzolini.
- Cappella di San Sebastiano nella contrada di Ponte.
- Cappella di San Bartolomeo nella frazione di Trastanello.
- Chiesetta di San Bernardo, sulle alture di Armo, nelle vicinanze dell'omonimo valico e del colle di Nava, la cui prima edificazione risalirebbe al 1641. L'attuale edificio è invece databile alla ricostruzione attuata dalla popolazione nel 1953.
- Cappella-santuario della Madonna del Costigliolo sulle alture di Armo, risalente al Settecento.
- Santuario della Madonna della Neve, a 921 m s.l.m., presso i pascoli del monte Frascinello.

### Architetture civili
- Ponte d'epoca romana lungo il torrente Arrogna.

## Società

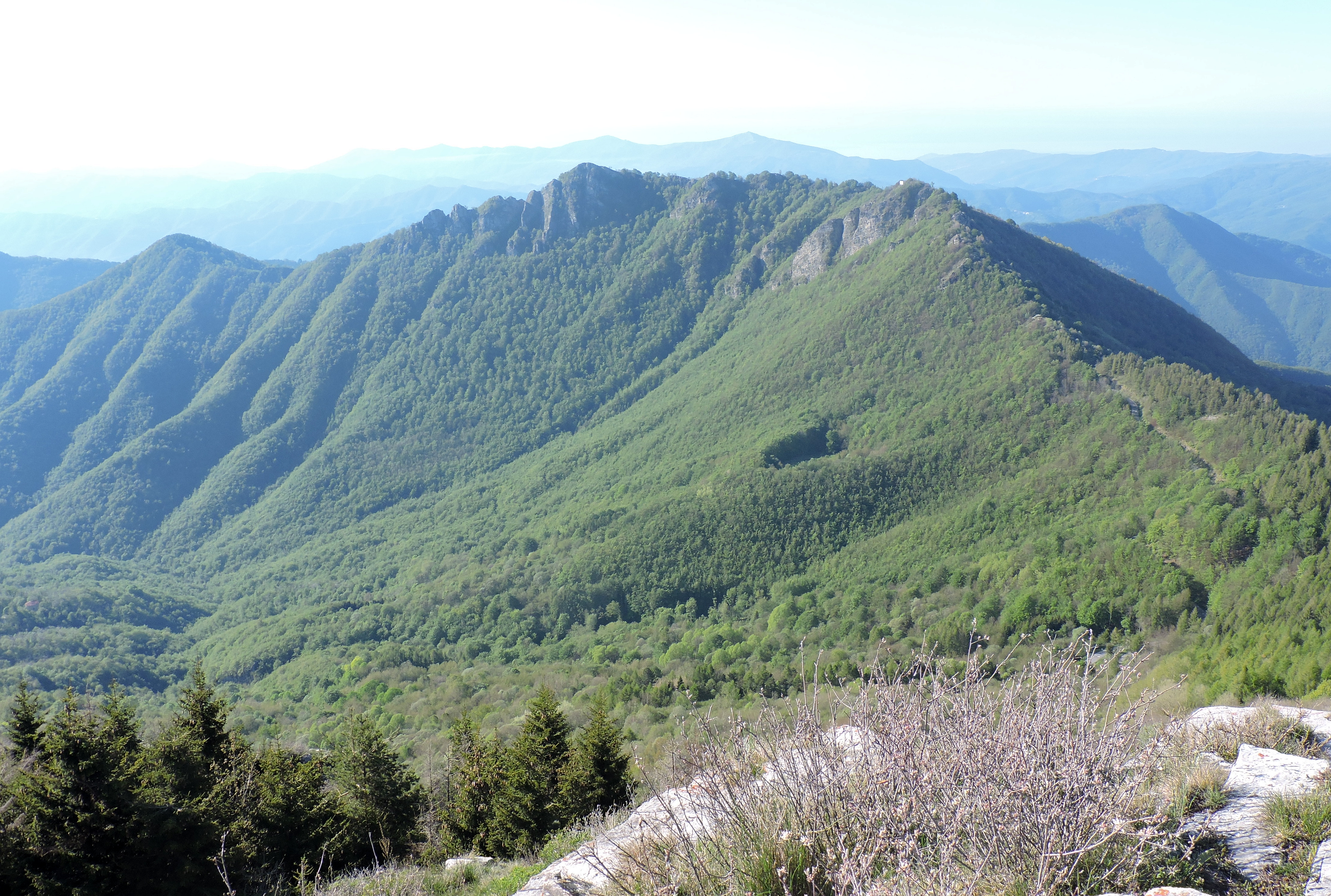
La Rocca delle Penne e la Rocca Tramontina dal Monte della Guardia

### Evoluzione demografica
Abitanti censiti

### Etnie e minoranze straniere
Secondo i dati Istat al 31 dicembre 2019, i cittadini stranieri residenti ad Armo sono 14.

## Geografia antropica
Il territorio comunale è costituito, oltre il capoluogo, dalla frazione di Trastanello e dalle contrade storiche di Besta, Costa, Grenzolini e Ponte per una superficie territoriale di 10,09 km².
Confina a nord con il comune di Ormea (CN), a sud con Pieve di Teco, ad ovest con Pornassio e ad est con Caprauna (CN).

## Economia
Il comune si basa principalmente sull'attività agricola e dei suoi prodotti naturali. Nel territorio prevale la coltivazione dell'ulivo e della vite, da cui si ricavano olio extravergine di oliva e vino. Si pratica inoltre lo sfruttamento delle zone boschive e dell'allevamento da bestiame ricavando legname e la raccolta di funghi, oltre che alla produzione del latte.

## Infrastrutture e trasporti

### Strade
Il territorio di Armo è attraversato principalmente dalla strada provinciale 6 che permette il collegamento stradale con Pieve di Teco, a sud, e con Pornassio ad ovest.

## Amministrazione
| Periodo         | Periodo          | Primo cittadino    | Partito                         | Carica  | Note   |
| --------------- | ---------------- | ------------------ | ------------------------------- | ------- | ------ |
| 13 giugno 1988  | 6 settembre 1991 | Annuccio Cacciò    | lista civica                    | Sindaco | [ 17 ] |
| 10 ottobre 1991 | 7 maggio 1992    | Antonio Maffone    | lista civica                    | Sindaco | [ 18 ] |
| 22 maggio 1992  | 7 giugno 1993    | Marino Cacciò      | lista civica                    | Sindaco |        |
| 7 giugno 1993   | 28 aprile 1997   | Sergio Maffone     | lista civica                    | Sindaco |        |
| 28 aprile 1997  | 14 maggio 2001   | Sergio Maffone     | lista civica di centro-sinistra | Sindaco |        |
| 14 maggio 2001  | 30 maggio 2006   | Maura Barbera      | lista civica                    | Sindaco |        |
| 30 maggio 2006  | 16 maggio 2011   | Maura Barbera      | lista civica                    | Sindaco |        |
| 24 maggio 2011  | 5 giugno 2016    | Gianfranco Colombo | Pro Armo (lista civica)         | Sindaco |        |
| 20 giugno 2016  | 4 ottobre 2021   | Massimo Cacciò     | Pro Armo (lista civica)         | Sindaco |        |
| 4 ottobre 2021  | in carica        | Massimo Cacciò     | Pro Armo (lista civica)         | Sindaco |        |

### Altre informazioni amministrative
Armo fa parte dell'Unione dei comuni dell'Alta Valle Arroscia.